# Drăgești, Bihor
Drăgești este satul de reședință al comunei cu același nume din județul Bihor, Crișana, România.